# Jean-Bernard Jauréguiberry
Jean-Bernardin Jauréguiberry, più noto come Jean-Bernard Jauréguiberry (Bayonne, 26 agosto 1815 – Parigi, 21 ottobre 1887), è stato un militare e politico francese.

## Carriera nella marina
Era figlio di Bernard Jauréguiberry, corsaro, capitano di una nave e capitano del porto di Bayonne. Nel novembre 1831 fu ammesso alla scuola navale di Brest. Divenuto aspirante ufficiale nel 1832, si imbarcò sulla fregata da 60 cannoni Melpomène e sul Junon e partecipò al blocco di Anversa. Prestò servizio in Africa occidentale dal 1834 al 1836 sull''Inconstant, sulla corvetta Bordelaise e poi sul Creole. Dal 1837 al 1840 prestò servizio in Brasile. Promosso alfiere di vascello nel febbraio 1839, prese parte, sul Sapho, alle operazioni sui fiumi Paranà e Uruguay e al blocco di Buenos Aires, e comandò per alcuni mesi il cutter Louise. Prestò servizio in Oriente dal 1840 al 1841, sull'Embuscade, e nell'Oceano Indiano dal 1841 al 1842, sull'Andromeda. Divenne tenente di vascello nel dicembre 1845. Prestò poi servizio sull'Alger e sull'Océan dal 1846 al 1848, sul Caton nel 1849 e sul Valmy nel 1852. Dal 1852 al 1854 comandò l'avviso Chimère in Senegal e nelle Antille e nel 1855, durante la guerra di Crimea, la cannoniera Grenade. Il suo comportamento durante le battaglie di Eupatoria e di Kinburn gli valse la nomina a capitano di fregata nel dicembre 1856. Nel 1857 fu nominato maggiore della "divisione equipaggi" a Tolone.
Durante la seconda guerra dell'oppio gli fu affidato il comando del Gironde, poi della corvetta Primauguet, nella squadra navale di Charles Rigault de Genouilly. Durante la campagna di Cocincina partecipò alla conquista di Tourane nel 1858 e alla presa di Saigon nel febbraio 1859. Quando nell'aprile 1859 Rigault de Genouilly ripartì per Tourane con il grosso delle sue forze, Jauréguiberry rimase al comando della cittadella di Saigon con una guarnigione franco-spagnola. Dopo un attacco a sorpresa contro una fortificazione vietnamita il 21 aprile 1859, in cui perse molti uomini, rimase assediato a Saigon fino a quando gli assedianti non furono sconfitti, il 25 febbraio 1861, nella battaglia di Kỳ Hòa. Fu promosso capitano di vascello nel luglio 1860.
Nell'ottobre 1861 fu nominato governatore del Senegal, dove continuò la politica di espansione del suo predecessore, Louis Faidherbe. Nel maggio 1863 tornò in Francia per assumere il comando delle corazzate Normandie (dal 1863 al 1865) e Revanche (1867). Nominato maggiore della flotta a Tolone nel 1869 e contrammiraglio il 24 maggio 1870, fu secondo in comando, a bordo della corazzata Héroïne, della Escadre d'évolution nel Mare del Nord.

## La guerra del 1870
Nel settembre 1870 fu incaricato di organizzare la difesa del Cotentin. Poi, durante l'invasione prussiana e dopo l'assedio di Parigi, gli fu affidato il comando della 1ª divisione del 16º corpo d'armata della Loira, con cui combatté nella battaglia di Loigny. Il suo comportamento gli valse una menzione. Fece parte della delegazione di Tours. Partecipò alla battaglia di Coulmiers e si comportò così brillantemente a Patay, il 1º dicembre 1870, che il 6 dicembre 1870 fu messo al comando del 16º corpo d'armata, sotto il generale Alfred Chanzy. Fu nominato viceammiraglio il 9 dicembre 1870. Durante la ritirata verso Laval, si distinse per il suo vigore e la sua tenacia, in particolare nella battaglia di Le Mans. 
Dopo la guerra, l'8 febbraio 1871, fu eletto rappresentante dei Basses-Pyrénées all'Assemblea nazionale, dove sedeva nel centro-destra e dove votò a favore dei preliminari di pace e delle preghiere pubbliche richieste da Édouard de Cazenove de Pradines. Il 29 maggio 1871 fu nominato prefetto marittimo a Tolone. Dopo la promulgazione della legge sull'incompatibilità delle funzioni, il 4 dicembre 1871 si dimise dall'Assemblea pur di non abbandonare la carriera militare. Fu sostituito da Pierre-Charles Chesnelong.

## Carriera politica
Nominato membro del Consiglio dell'Ammiragliato il 13 settembre 1875, si candidò al Senato per i Basses-Pyrénées, ma senza successo. Il 1º ottobre 1876 fu nominato comandante della "Squadra del Mediterraneo", poi presidente del Conseil des travaux della Marina, e il 27 maggio 1879 fu eletto senatore a vita in sostituzione del defunto Léon de Maleville.
Fu due volte Ministro della Marina e delle Colonie: dal 4 febbraio 1879 al 23 settembre 1880, nel governo Waddington e nel primo governo Freycinet, e dal 30 gennaio 1882 al 29 gennaio 1883, nel secondo governo Freycinet e nel governo Duclerc.
Si dimise dalla carica di ministro il 28 gennaio 1883 a causa delle esitazioni del governo sull'intervento in Tonchino e della proposta si approvare la "legge d'esilio". Come senatore, intervenne contro la "legge d'esilio" e il 24 maggio 1883, durante la discussione riguardante un credito di 5,5 milioni di franchi per il Tonchino, fece togliere l'articolo relativo al commissario civile obbligatorio. A dicembre fu il relatore di una nuova richiesta di credito di 20 milioni di franchi per il Tonchino. Pur sedendo al Senato nei banchi della sinistra, il 22 giugno 1886 votò contro la "legge d'esilio". In qualità di vicepresidente della società di costruzioni navali Forges et Chantiers de la Méditerranée, il 28 ottobre 1886 rappresentò la Francia all'inaugurazione della Statua della Libertà. 
Morì a Parigi il 21 ottobre 1887 all'età di 72 anni. Le sue esequie si svolsero nel tempio protestante dell'Oratorio del Louvre.

## Onorificenze e intitolazioni
Due navi della Marine nationale hanno porato il nome di Jauréguiberry:
- la corazzata di squadra Jauréguiberry (varo nel 1893 - disarmo nel 1920)
- l'escorteur d'escadre Jauréguiberry (varo nel 1955 - disarmo nel 1977)